# Oniscopsis
Oniscopsis är ett släkte av kräftdjur. Oniscopsis ingår i familjen Paramesochridae.
Kladogram enligt Catalogue of Life:
| Oniscopsis | \| \| Oniscopsis pauliani \| \| \| \| \| \| Oniscopsis robinsoni \| \| \| \| |
|            | \| \| Oniscopsis pauliani \| \| \| \| \| \| Oniscopsis robinsoni \| \| \| \| |
|            | Apodopsyllus                                                                 |
|            |                                                                              |
|            | Aposopsyllus                                                                 |
|            |                                                                              |
|            | Caligopsyllus                                                                |
|            |                                                                              |
|            | Diarthrodella                                                                |
|            |                                                                              |
|            | Kliopsyllus                                                                  |
|            |                                                                              |
|            | Kunzia                                                                       |
|            |                                                                              |
|            | Leptopsyllus                                                                 |
|            |                                                                              |
|            | Paraleptopsyllus                                                             |
|            |                                                                              |
|            | Paramesochra                                                                 |
|            |                                                                              |
|            | Remanea                                                                      |
|            |                                                                              |
|            | Rossopsyllus                                                                 |
|            |                                                                              |
|            | Scottopsyllus                                                                |
|            |                                                                              |
|            | Oniscopsis pauliani                                                          |
|            |                                                                              |
|            | Oniscopsis robinsoni                                                         |
|            |                                                                              |

|  | Oniscopsis pauliani  |
|  |                      |
|  | Oniscopsis robinsoni |
|  |                      |